# Alberto Laiseca
Alberto Laiseca (Rosário, 11 de fevereiro de 1941 – Buenos Aires, 22 de dezembro de 2016) foi um escritor argentino. Passou dezesseis anos escrevendo Os sorianos (1998), caudaloso romance sobre o poder absoluto e a possibilidade de humanizá-lo. Outros romances foram: Sua vez de morrer (1976), A mulher na muralha (1990) e O jardim das máquinas falantes (1993).